# Konstbevattning

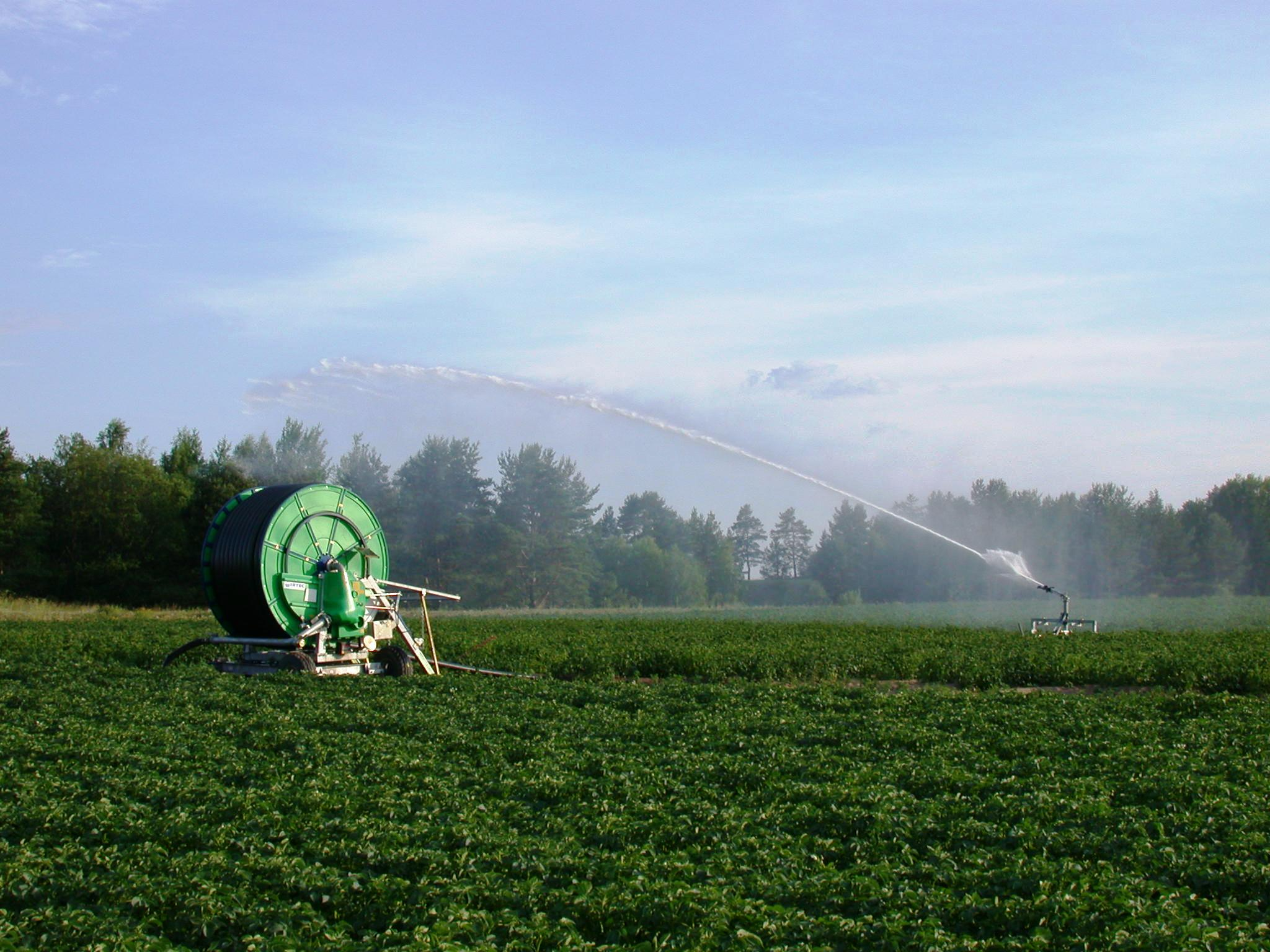
Modern spridarbevattning

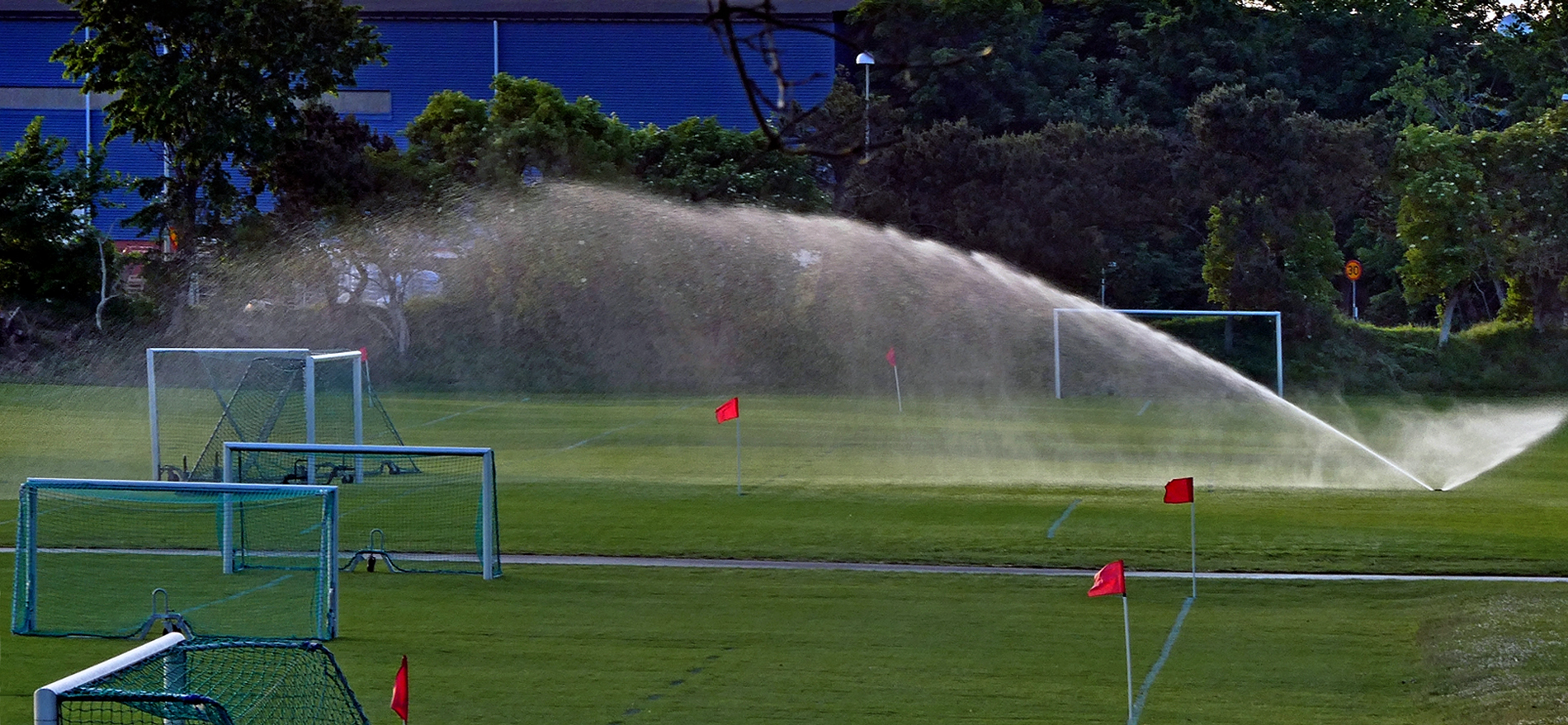
Konstbevattning av en fotbollsplan i Ystad 2020.

Konstbevattning, alt. irrigation, innebär en artificiell tillförsel av vatten på torra åkrar. Det artificiellt tillförda vattnet gör att grödan kan fortsätta sin transpiration och fotosyntes, vilket i sin tur medför en markant ökad skörd för lantbrukaren. 
Under mitten på 1990-talet bedömdes att cirka 16 procent av världens åkerareal var bevattnad. Dessa åkrar bedömdes svara för cirka 36 procent av världens skördar. Detta innebär att den bevattnade åkerarealen i genomsnitt ger nästan tre gånger högre skörd per hektar än den obevattnade åkerarealen. År 2001 beräknades 70 procent av U-ländernas förväntade skördeökningar fram till 2031 komma från bevattnade åkrar.

## Historia
På 6000-talet f Kr påbörjades den första konstbevattningen i världen (i nuvarande Irak). Det var i norra delen av Tigris floddal strax norr om dagens Bagdad. Den södra delen, mellan Eufrat och Tigris, började befolkas hundra år senare och Ubaidkulturen tog sin början. Landet i söder passade utmärkt till en enda sak – jordbruk – varför det var naturligt att handelsförbindelser etablerades. Det blev snabbt ett rikt land och den sumeriska kulturens start.
Det var de ständiga översvämningarna som tvingade fram att kanaler och dammar grävdes. I och med detta kunde människan styra över naturen och utjämna dess nycker. Konstbevattningen ledde även till att matematiken utvecklades eftersom man var tvungen att veta hur mycket vatten som skulle flöda och hur mycket jord som skulle forslas bort. Sumererna räknade alltså ut flödet i nätverket av kanaler på grundval av erfarenheter från tidigare odlingar. De hängande trädgårdarna var ett slående uttryck för detta. 
Senare kom perser, greker och romare att förvalta dessa kunskaper och byggde i sin tur vattentoaletter, bevattningsanläggningar, akvedukter, kanaler, varmbadhus och så vidare.

## Miljöeffekter
Konstbevattning har ofta stora miljöeffekter, som vanligtvis är positiva för grödan (annars skulle man knappast konstbevattna), men oftast mer negativa för naturen. De negativa miljöeffekterna beror dock helt och hållet på var ifrån (och hur) bevattningsvattnet tas. Bevattning på dagtid vid höga dagstemperaturer innebär att en relativt större del av bevattningen avdunstar, jämfört med om bevattningen sker under nattetid och/eller vid lägre temperaturer om detta är möjligt.

### Positiva miljöeffekter
När grödan lider av långvarig torka, mognar den i förtid (brådmognad) med liten skörd som följd. Dessutom finns stora mängder växtnäring kvar i marken, som lätt lakas ut när nederbördsöverskottet väl kommer eftersom man normalt gödslar för en sommar med normal nederbörd.
Genom att tillföra vatten i lagom mängd och låta detta infiltrera i rotzonen, kan grödan fortsätta att transpirera markvattnet som ett vanligt år och därmed mogna i rätt tid. Då tar grödan också upp den tillförda växtnäringen, vilket minskar risken för växtnäringsläckage och medföljande övergödning. Dessutom höjs både skördarna och skördekvaliteten betydligt. Under torrår kan skörden ibland fördubblas genom konstbevattning.

### Negativa miljöeffekter

#### Allmänt
Stora bevattningsuttag från åar eller mindre sjöar under lågvattenföring skadar vattenlevande organismer, det är därför konstbevattning kräver tillstånd. Konstbevattning sker huvudsakligen vid långvarig torka, då lågvattenföring och lågt vattenstånd råder. De flesta avrinningsområden är dessutom påverkade av markavvattningar, som ser till att överskottsvattnet transporteras bort från marken så snabbt som möjligt. Detta resulterar i låga sommarflöden, som ytterligare förvärras av eventuella bevattningsuttag. 
Dessa negativa miljöeffekter kan undvikas genom att anlägga särskilda bevattningsdammar (se nedan). Dessa kan med fördel fyllas på när det råder högvattenföring och högt vattenstånd i angränsade åar och sjöar. Då undviks skadliga vattenuttag vid lågvattenföring.
Konstbevattning kan orsaka politiska konflikter. De handlar om vem som har rätt till att hämta vatten ur en viss sjö eftersom de knappt räcker till dricksvatten eller alla åkrar. 

#### Aralsjön
Ett av de mest kända exemplen på negativa effekter av storskaligt bevattningsuttag är Aralsjön, som har minskat med 3/4-delar i storlek till följd av omfattande bevattning . Sjöns tillbakagång påverkar även omkringliggande marker. När det salthaltiga vattnet avdunstat ligger salt och lösa sediment kvar, som med vindens hjälp sprids över stora områden och gör marken mindre fruktsam. Varje hektar torrlagd sjöbotten avger cirka 300–600 ton saltdamm per år.

## Olika sorters konstbevattning
Idag finns det i princip fyra olika sorters konstbevattningstyper. Dessa är översvämningsbevattning, spridarbevattning, droppbevattning och underjordisk bevattning.

### Översvämningsbevattning
Översvämningsbevattning (engelska flood irrigation) är en bevattningsmetod som innebär att marken översvämmas och vattnet får sedan infiltrera marken. Vatteneffektiviteten är i allmänhet mycket låg. Dessutom kan syrgasbrist uppstå på de översvämmade åkrarna.
Överskottsbevattning är en billig (men ineffektiv) bevattningsmetod och används därför ofta i U-länderna vid exempelvis risodling. I Sverige användes metoden vid s.k. ängsbevattning av översilningsängar.

### Spridarbevattning

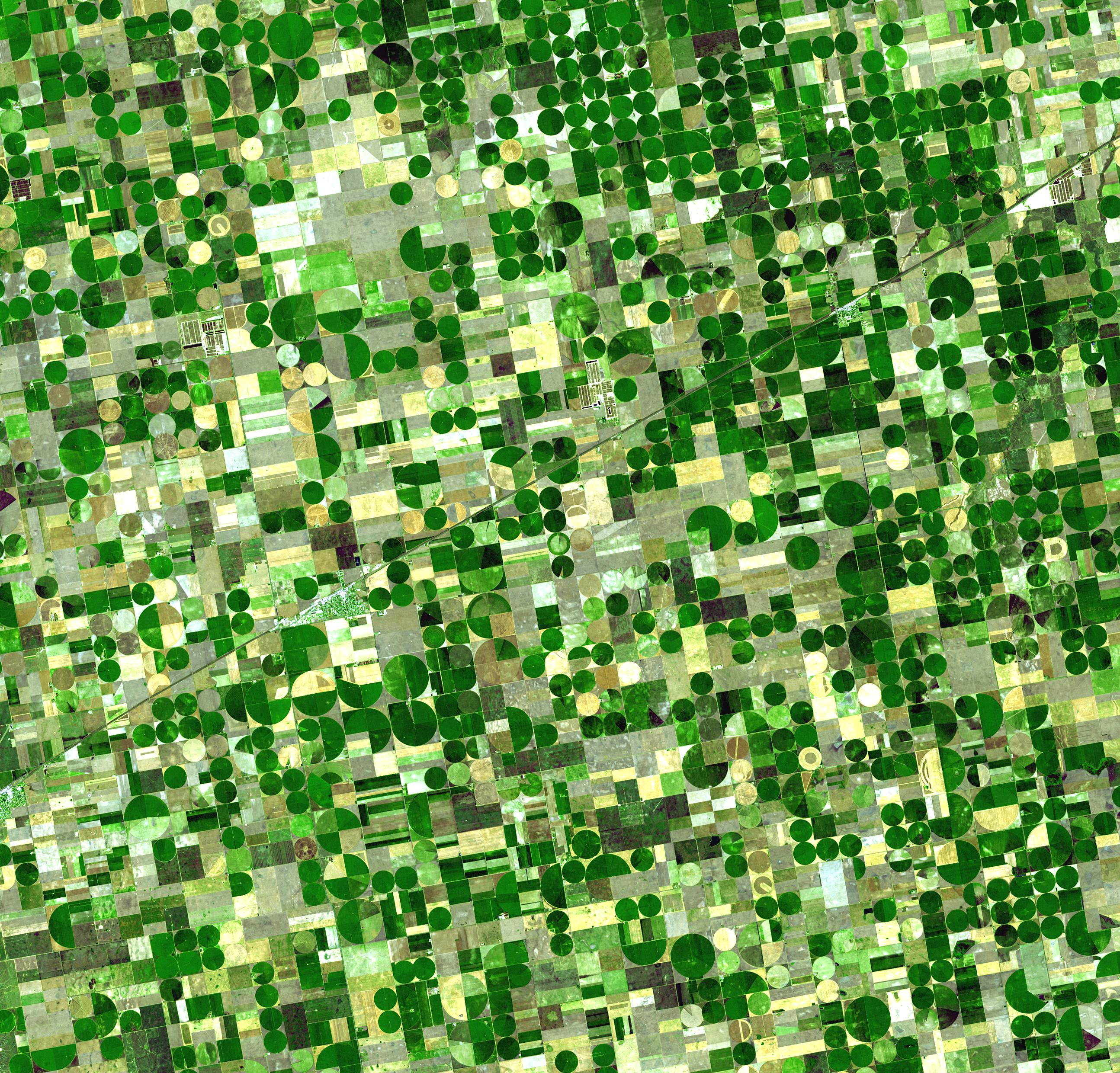
Satellitfoto över del av Kansas i USA, med karaktäristiskt runda fält typiska för cirkelbevattning.

Spridarbevattning kallas de bevattningsmetoder som använder en speciell vattenspridare, för att bevattna grödan. Bevattningsvattnet sprids då i en luftgående vattenstråle, vilket innebär att betydande vindförluster kan uppstå med spridarbevattning under blåsiga förhållanden. All spridarbevattning fordrar en bevattningspump, som trycksätter bevattningsvattnet. Spridarbevattning brukar delas upp i rörbevattning och maskinbevattning.
En särskild typ av spridarbevattning är cirkelbevattning. Den uppfanns på 1940-talet i USA och används numera i stor skala i bland annat USA, Mexiko och Saudiarabien.

#### Rörbevattning
Rörbevattning innebär att små vattenspridare sitter på aluminiumrör, som läggs ut manuellt på åkern. Vid varje flytt får sedan rören bäras manuellt, vilket gör metoden ganska arbetsintensiv. Däremot ger metoden ett ganska jämn och lågintensiv bevattning (likt ett stilla sommarregn), där det tillförda bevattningsvattnet lätt kan infiltrera marken ner till rotzonen.

#### Maskinbevattning
Maskinbevattning innebär att man använder en s.k. bevattningsmaskin med en lång grov slang, som är upprullad på en trumma. I ändan på slangen sitter en vattenkanon. 
Innan bevattningen kan påbörjas, får slangen (och vattenkanonen) dras ut i sin fulla längd med en traktor. När bevattningen sedan påbörjas, drar bevattningsmaskinen sakta in bevattningskanonen. Indragningshastigheten får givetvis ställas in, så att rätt bevattningsmängd erhålls på fältet. När hela slangen har dragits in, stryps vattenflödet och bevattningspumpens tryckvakt slår ifrån.
Maskinbevattning är en rationell bevattningsmetod, som inte fordrar särskilt mycket arbete. Däremot blir bevattningen mycket intensiv (ungefär som en kraftig regnskur), vilken kan leda till att markens infiltrationsförmåga blir otillräcklig och ytavrinning uppstår.

### Droppbevattning
Droppbevattning innebär att vattnet fördelas till plantorna eller träden via droppslangar eller droppspridare, som ger några liter i timmen. Vattnet hamnar inom några kvadratdecimeter från droppslangens hål, vilket underlättar precisionsbevattning. Droppbevattningen används därför ofta för trädgårdsgrödor och plantageodlingar. Dessutom är droppbevattning mycket vatteneffektiv och används därför i vattenbesparande syften.

### Underjordisk bevattning
Underjordisk bevattning innebär att man pumpar in vatten till en kanal eller ett öppet dike och låter sedan vattnet strömma in "baklänges" i ett täckdikessystem. Vattnet sprids sedan ut och stiger kapillärt till rotzonen. Denna bevattningsmetod är ganska sällsynt, då det krävs flera speciella markegenskaper för att lyckas.

#### Viktiga grundförutsättningar för underjordisk bevattning
1: Marken måste ha ett homogent vattengenomsläpplighet lager i alven som överstiger 1 m/s. Detta lager måste vara tillräckligt tjockt.
2: Jorden bör ha en hög kapillär stigförmåga, helst 6–7 mm vatten/dag
3: Markytan bör vara jämn och endast slutta svagt.
4: Det krävs antingen ett ogenomsläppligt lager eller en naturligt hög grundvattenyta, så att inte det artificiella grundvattnet perkolerar neråt i profilen (bort från rotzonen).
5: Det ogenomsläppliga lagret bör vara jämnt, och i stort sett parallellt med markytan.
6: Den bevattnade arealen bör vara stor, för att minska den vattenmängd som oundvikligen rinner till omgivande marker (som inte ska bevattnas).
7: Då underjordisk bevattning är en vattenslösaktig bevattningsmetod, fordras god tillgång på vatten (som får pumpas in i kanaler och öppna diken). 
8: I arida och semiarida områden måste både vattnet och marken vara i stort sett fria från salter.

## Bevattningsvattnet

### Varifrån
Bevattningsvattnet kan pumpas från sjöar, åar, dammar och grundvattmagasin. Ibland är det praktiskt möjligt att leda överskottsvattnet till en bevattningsdamm.

### Tillståndspliktigt vatten
Då bevattning bara är aktuellt under torra somrar, d.v.s. när det är ont om vatten i naturen, blir det hård konkurrens om det kvarvarande vattnet. Därför krävs det vanligen tillstånd för bevattning. Undantaget är om bevattningsvattnet kan tas från stora vattenmagasin (de största sjöarna). Då blir nämligen det totala vattenuttaget marginellt i förhållande till vattenmagasinets storlek.
Tillståndsgivningen underlättas ofta, om bevattningsvattnet först kan mellanlagras i en bevattningsdamm, som fylls på från en bäck eller å under högvattenföring. Då undviks de negativa miljöeffekterna som annars lätt förknippas med bevattning.

### Kvalitetskrav
Bevattningsvattnet bör om möjligt vara sötvatten. Används bräckt vatten, försämras markstrukturen, vattengenomsläppligheten och den osmotiska potentialen ökar. Dessutom har många grödor visat sig vara känsliga för höga halter av natriumklorid, till exempel 
rödklöver, vitklöver, alsikeklöver, gurka, bönor, jordgubbar.

#### Bevattning i ökenområden
När ökenområden bevattnas, finns vanligtvis bara mer eller mindre salt bevattningsvatten att tillgå. För att förhindra att salt ackumuleras vid markytan (när det tillförda bevattningsvattnet avdunstar och lämnar saltet kvar), krävs en överbevattning. Med överbevattning avses här att bevattningsmängden överstiger den potentiella evapotranspirationen. Själva bevattningsöverskottet kommer då att perkolera och ta massa salter med sig ner till grundvattnet. En långvarig överbevattning leder till att grundvattenytan stiger ordentligt. Då fordras det en täckdikning för att inte de överbevattnade åkrarna ska bli vattensjuka och därmed obrukbara.